# Magma
Magma je rastaljeni stijenski materijal koji se nalazi ispod Zemljine površine (ili površine nekog drugog terestričkog planeta), a vrlo često se nakuplja u magmastkim komorama. Može sadržavati raspršene krute faze (sitni kristali) i volatilni materijal (otopljeni plinovi, većinom H2O i CO2). Po definiciji, sve magmatske stijene nastale su iz magme. 
Magma je kompleksni visokotemperaturni fluidni materijal. Temperature većine magma kreću se u rasponu od 650°C do 1300°C, ali vrlo rijetke karbonatitne taljevine mogu biti čak 600°C hladne, dok komatiitne taljevine mogu biti 1600°C vruće. Većinom su silikatne taljevine.
Sposobna je za prodiranje u susjedna stijenska tijela, isto kao i za izlijevanje na površinu u obliku lave.
Okoliši u kojima nastaje magma te sastav nastale magme, povezani su. Ti okoliši uključuju zone subdukcije, zone kontinentalnog brazdanja (eng. continental rifting), srednjooceanske hrptove te vruće točke, do kojih su neke interpretirane kao plaštne perjanice (eng. mantle plumes). Sastav magme može evoluirati frakcijskom kristalizacijom, kontaminacijom te miješanjem magma.

## Taljenje čvrste stijene
Taljenje čvrste stijene, proces kojim nastaje magma, kontroliran je s tri fizička parametra: temperaturom, tlakom i sastavom stijene.

### Temperatura
Na bilo kojem tlaku i za bilo koji sastav stijene, porast temperature koji prelazi solidus, uzrokovat će taljenje. Unutar čvrste Zemlje, temperatura stijene kontrolirana je geotermalnim gradijentom i radioaktivnim raspadom unutar stijene. Geotermalni gradijent u prosjeku iznosi oko 25°C/km, no varira od 5-10°C/km unutar oceanskih jaraka (zona subdukcije) do 30 – 80°C/km ispod srednjooceanskih hrptova te vulkanskih lukova.

### Tlak
Taljenje može nastupiti zbog izdizanja stijene (zbog čega dolazi do smanjenja tlaka) procesom koji se naziva dekompresijsko taljenje.

### Sastav
Obično je veoma teško značajno promijeniti sastav velike mase stijena, pa je sastav glavni parametar koji kontrolira hoće li se stijena rastaliti na datim uvjetima tlaka i temperature. Kao sastav stijene možemo smatrati i volatilne faze poput vode i ugljikovog dioksida.
Prisutnost volatilnih faza u stijeni pod nekim tlakom može stabilizirati rastaljeni dio. Prisutnost od samo 0.8% vode može smanjiti temperaturu tališta čak i za 100°C. Obratno, gubitak vode i volatila iz magme može uzrokovati smrzavanje ili očvršćavanje.

## Parcijalno taljenje
Kada se stijena tali, ona to čini povećavajuće i postupno - većina stijena građena je do nekoliko minerala, od kojih svi imaju različite temperature taljenja, pa su fazni dijagrami koji kontroliraju taljenje uglavnom veoma složeni. Kako se stijena tali, mijenja joj se volumen. Kada je dovoljno stijene rastaljeno, malene se kuglice taljevine (većinom smještene između mineralnih zrna) povezuju i omekšavaju stijenu. Na tlakovima koji vladaju unutar Zemlje, dovoljno je da samo postotak stijene bude rastaljen i taljevina će biti istisnuta iz izvorne stijene.
Taljevina može ostati na mjestu dovoljno dugo da rastali 20% ili čak 35% stijene, ali rijetko se dogodi da se prijeđe 50% jer će se rastaljena stijenska masa izdizati kao diapir, što može uzrokovati daljnje dekompresijsko taljenje.

### Primarne taljevine
Primarna taljevina je taljevina koja nastaje kada se stijena tali. Primarne taljevine nisu podlegle nikakvoj diferencijaciji pa predstavljaju početni sastav magme. U prirodi se rijetko nalaze primarne taljevine. Leukosomi migmatita su primjeri primarnih taljevina. Od posebne važnosti su primarne taljevine koje potječu iz plašta, poznate pod nazivom "primitivne taljevine" ili primitivne magme. Pronalaskom sastava primitivne magme neke magmatske serije moguće je modelirati sastav plašta iz kojeg je taljevina nastala, što je važno u razumijevanju evolucije plašta.

### Roditeljske taljevine
Gdje je nemoguće naći primitivni ili primarni sastav magme, često je korisno pokušati otkriti roditeljsku taljevinu. Roditeljska taljevina je sastav magme iz koje je promatrani raspon geokemijskih karakteristika magme izveden procesima magmatske diferencijacije. To ne mora biti primitivna taljevina.
Na primjer, za serije bazaltnih tokova smatra se da su povezane. Sastav iz kojeg bi mogle biti proizvedene frakcijskom kristalizacijom naziva se roditeljska taljevina. Hipoteza da dijele zajedničku roditeljsku taljevinu može se testirati stvaranjem modela frakcijske kristalizacije.

### Geokemijske implikacije parcijalnog taljenja
Stupanj parcijalnog taljenja je kritičan za određivanje proizvedene vrste magme. Stupanj parcijalnog taljenja, koji je potreban za nastanak taljevine, može se procijeniti računanjem relativnog obogaćenja inkompatibilnih elemenata u odnosu na kompatibilne elemente. Inkompatibilni elementi su obično kalij, barij, cezij, rubidij.
Vrste stijena proizvedene niskim stupnjem parcijalnog taljenja u plaštu su u pravilu alkalne (Ca, Na, K i/ili peralkalne (visok omjer Al/Si)). U pravilu, primitivne taljevine ovog sastava daju lamprofire, lamproite, kimberlite i ponekad mafitne stijene bogate nefelinom poput alkalijskih bazalta i eseksitnih gabroa ili čak karbonatita.
Pegmatiti mogu biti proizvedeni niskim stupnjem parcijalnog taljenja kore. Neke granitoidne magme su eutektske (ili kotektske) taljevine, pa mogu biti proizvedene niskim do visokim stupnjem parcijalnog taljenja kore, kao i frakcijskom kristalizacijom. Pri visokim stupnjevima parcijalnog taljenja kore mogu biti proizvedeni granitoidi poput tonalita, granodiorita i kvarc-monzonita, ali u pravilu nastaju drugim mehanizmima.
Pri visokim stupnjevima parcijalnog taljenja nastaju komatiiti i pikriti.

## Sastav, struktura i svojstva taljevine
Silikatne taljevine najvećim se dijelom sastoje od silicija, aluminija, alkalijskih i zemnoalkalijskih elemenata (natrija, kalija, kalcija), magnezija i željeza. Atomi silicija su u tetraedrijskoj koordinaciji s kisikom, kao u gotovo svim silikatnim mineralima, ali u taljevini je to uređenje sačuvano samo na malim udaljenostima. Fizikalna svojstva taljevina ovise o njihovim atomskim strukturama kao i o temperaturi, tlaku te kemijskom sastavu.
Viskoznost je ključno svojstvo koje pomaže razumijevanju ponašanja magme. Taljevine koje sadrže više SiO2 u pravilu su više polimerizirane, s većom povezanošću SiO4 tetraedara, zbog čega su viskoznije. Otapanje vode drastično smanjuje viskoznost taljevine. Visokotemperaturne taljevine su manje viskozne.
Općenito govoreći, mafitne magme, poput onih iz kojih nastaje bazalt, više su vruće te manje viskozne od većine SiO2 bogatih magma, poput onih iz kojih nastaje riolit. Niska viskoznost vodi do blagih, manje eksplozivnih erupcija.
Karakteristike različitih vrsta magma:
Ultramafitne (pikritne)
SiO2 < 45%
Fe-Mg >8% do 32% MgO
Temperatura: do 1500°C
Viskoznost: vrlo niska
Eruptivno ponašanje: blago ili vrlo eksplozivno (kimberliti)
Rasprostranjenost: divergentne granice  ploča, vruće točke, konvergentne granice ploča; komatiiti i druge ultramafitne lave su većinom arhajske starosti, a nastale se pri višem geotermalnom gradijentu pa se danas ne pojavljuju
Mafitne (bazaltne)
SiO2 < 50%
FeO i MgO u pravilu < 10 mas%
Temperatura: doo ~1300°C
Viskoznost: niska
Eruptivno ponašanje: blago
Rasprostranjenost: divergentne granice ploča, vruće točke, konvergentne granice ploča
Neutralne (andezitne)
SiO2 ~ 60%
Fe-Mg: ~ 3%
Temperatura: ~1000°C
Viskoznost: umjerena
Eruptivno ponašanje: eksplozivno
Rasprostranjenost: konvergentne granice ploča
Felzitne (riolitne)
SiO2 >70%
Fe-Mg: ~ 2%
Temp: < 900°C
Viskoznost: visoka
Eruptivno ponašanje: eksplozivno
Rasprostranjenost: vruće točke u kontinentalnoj kori (Yellowstone), zone kontinentalnog brazdanja, otočni lukovi